# ويليام توبي وايت
ويليام توبي وايت (بالإنجليزية: William Toby White)‏ هو أحيائي أسترالي، ولد في 1977.